# 4618 Шаховськой
4618 Шаховськой (4618 Shakhovskoj) — астероїд головного поясу, відкритий 12 вересня 1977 року.
Тіссеранів параметр щодо Юпітера — 3,313.